# Collier Street
Collier Street es una parroquia civil y un pueblo del distrito de Maidstone, en el condado de Kent (Inglaterra).

## Geografía
Según la Oficina Nacional de Estadística británica, Collier Street tiene una superficie de 12,73 km².

## Demografía
Según el censo de 2001, Collier Street tenía 648 habitantes (52,01% varones, 47,99% mujeres) y una densidad de población de 50,9 hab/km². El 22,53% eran menores de 16 años, el 73,77% tenían entre 16 y 74 y el 3,7% eran mayores de 74. La media de edad era de 38,71 años. Del total de habitantes con 16 o más años, el 15,74% estaban solteros, el 70,12% casados y el 14,14% divorciados o viudos.
El 95,38% de los habitantes eran originarios del Reino Unido. El resto de países europeos englobaban al 1,08% de la población, mientras que el 3,54% había nacido en cualquier otro lugar. Según su grupo étnico, el 97,7% eran blancos, el 1,38% mestizos, el 0,46% negros y el 0,46% de cualquier otro salvo asiáticos y chinos. El cristianismo era profesado por el 80,8%, mientras que el 12,23% no eran religiosos y el 6,97% no marcaron ninguna opción en el censo.
736 habitantes eran económicamente activos, 321 de ellos (95,54%) empleados y 15 (4,46%) desempleados. Había 253 hogares con residentes y 14 vacíos.